# 嘉手納飛行場

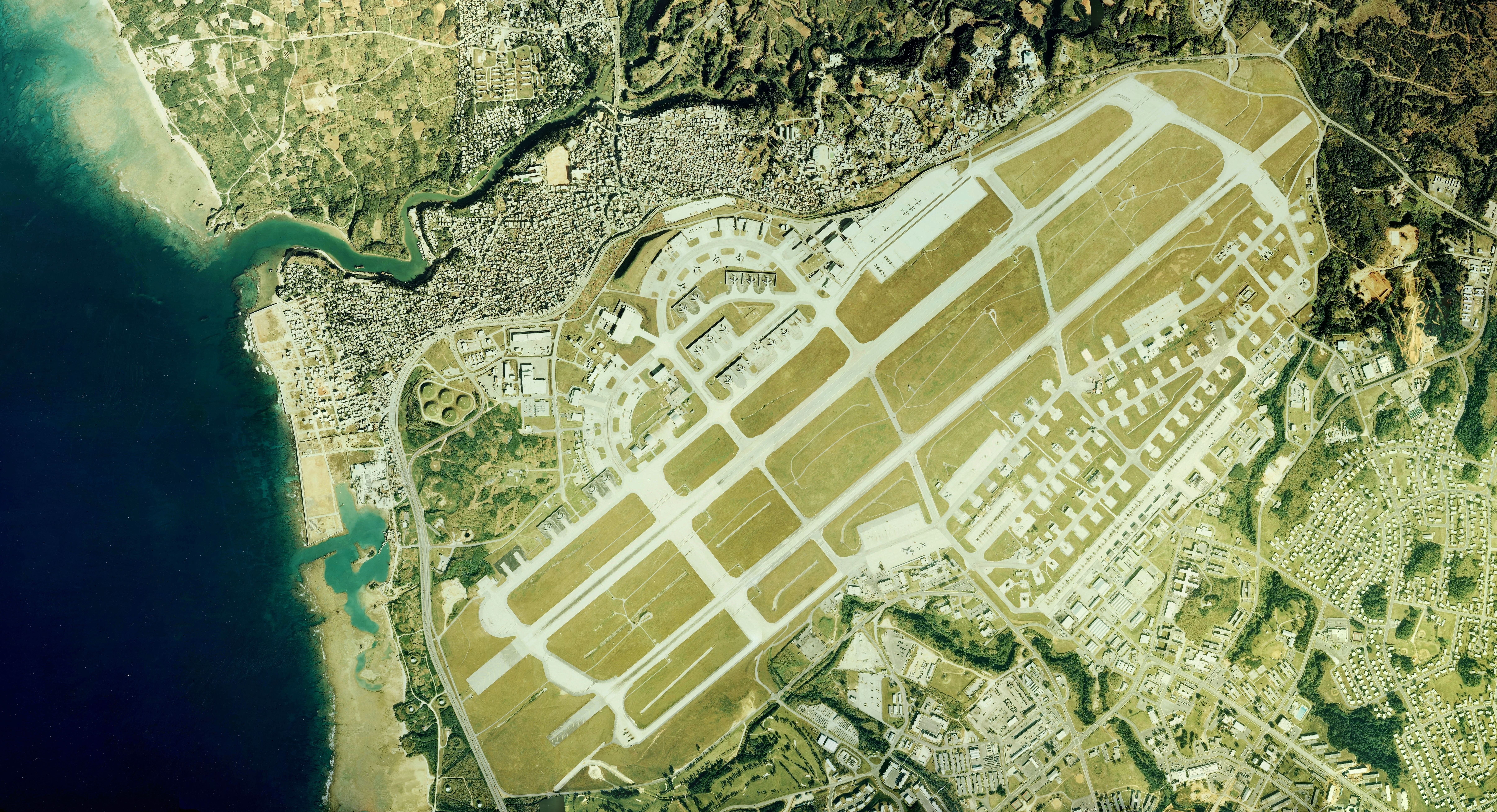
嘉手納飛行場の空中写真。（1977年撮影の14枚より合成作成）。

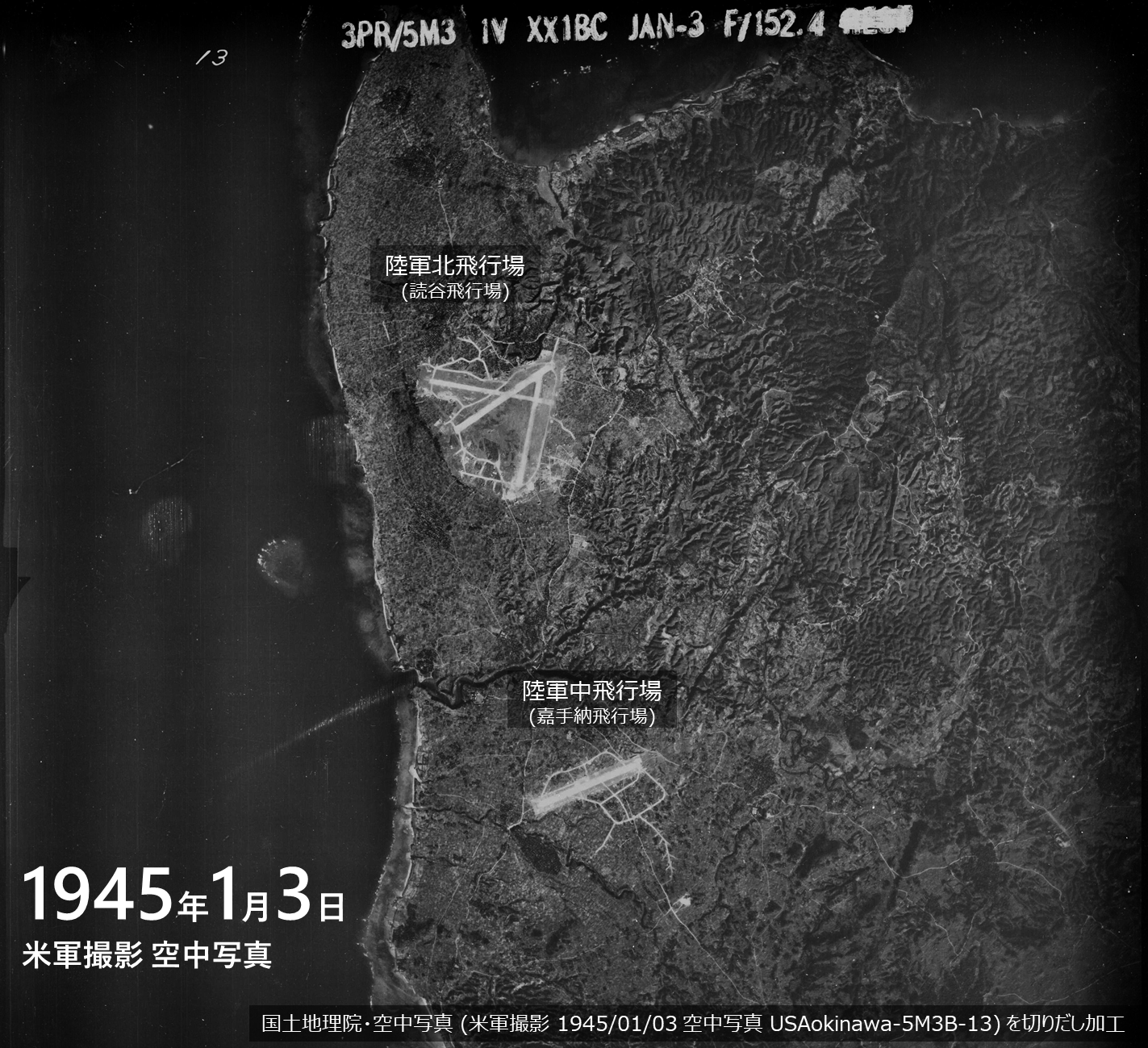
日本陸軍「中飛行場」(米軍撮影1945年1月3日)。

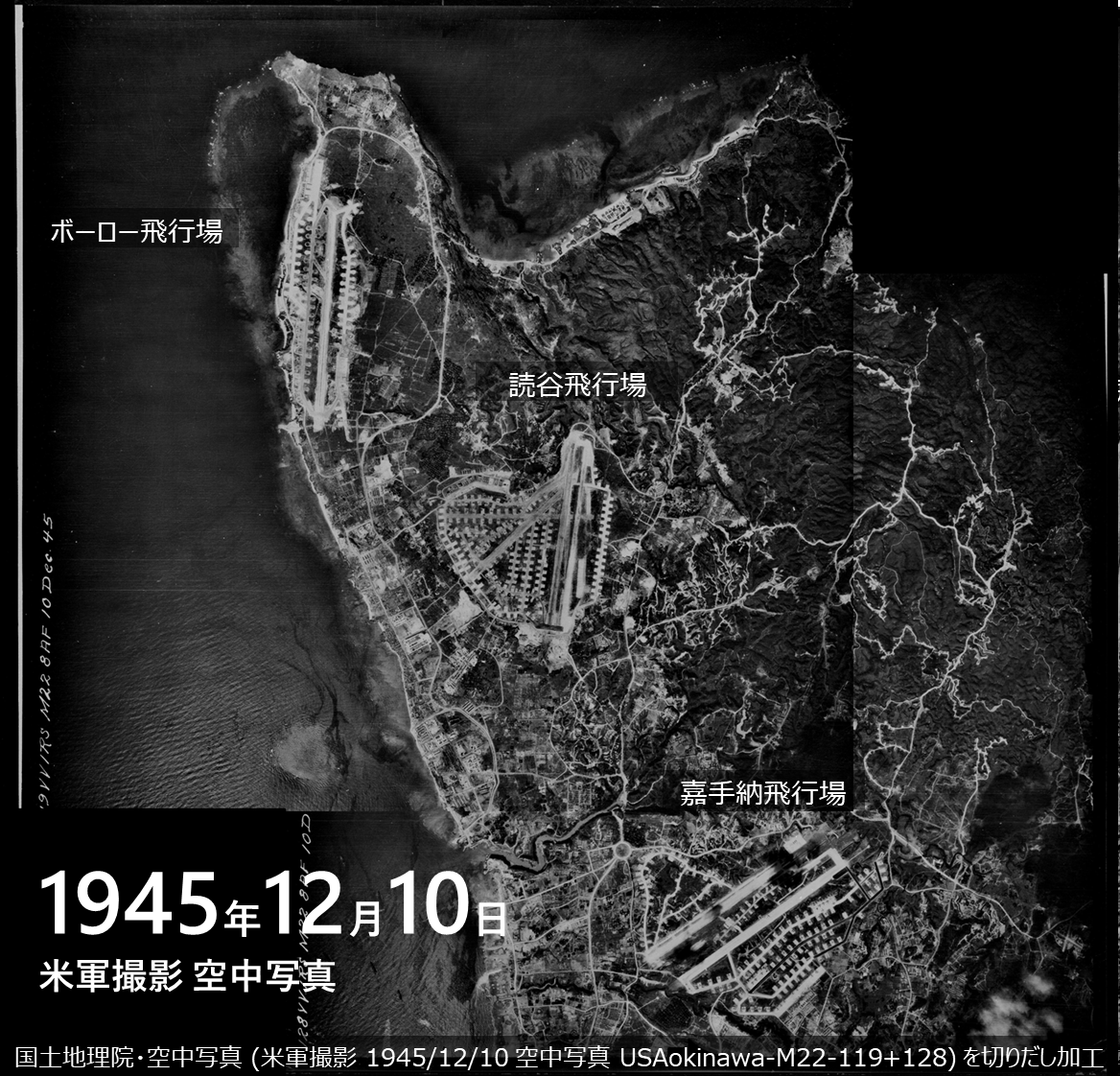
上陸から7か月後の米軍嘉手納基地・読谷補助飛行場・ボーロー飛行場

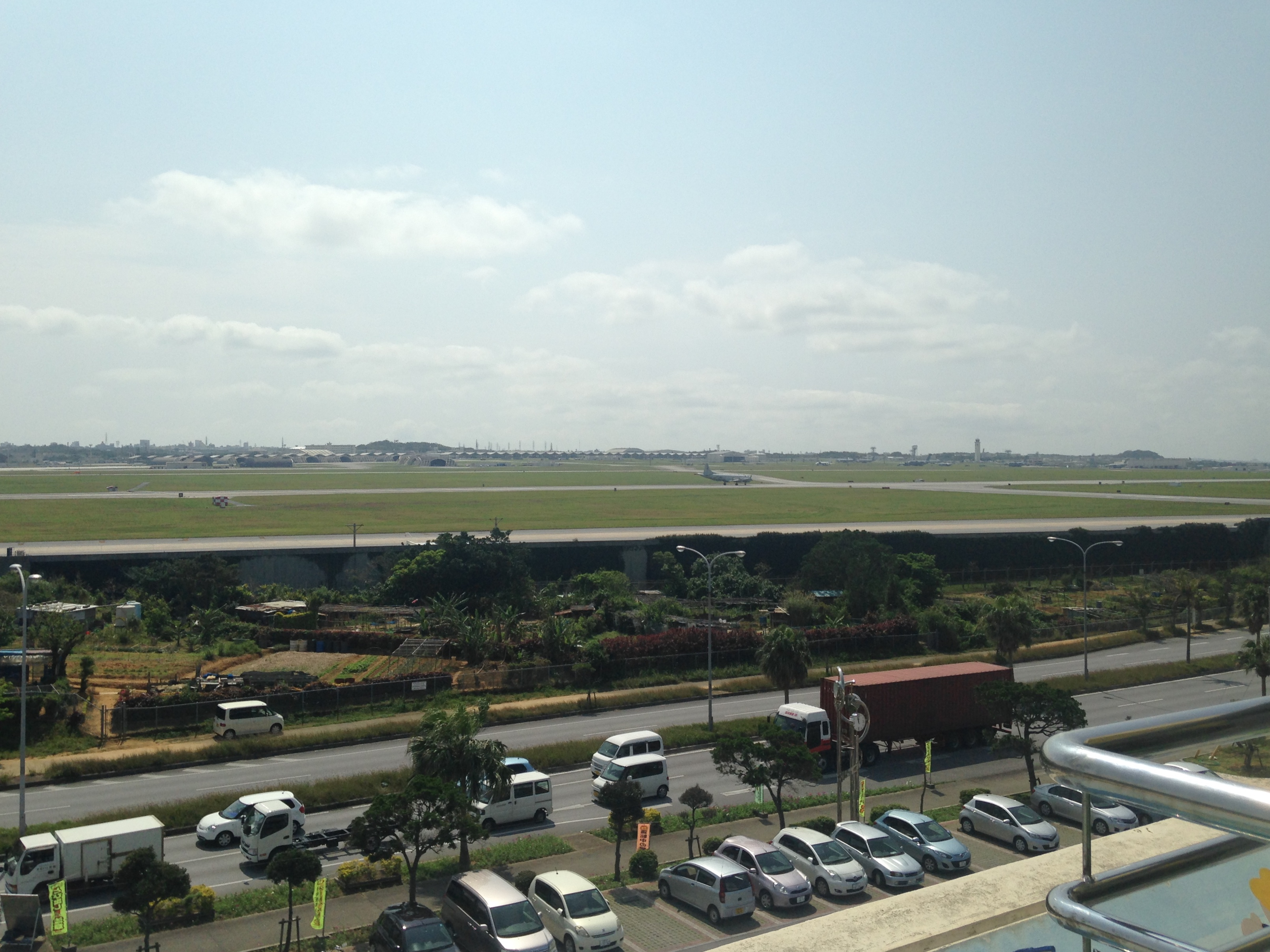
写真(1)「道の駅かでな」から見える嘉手納基地。

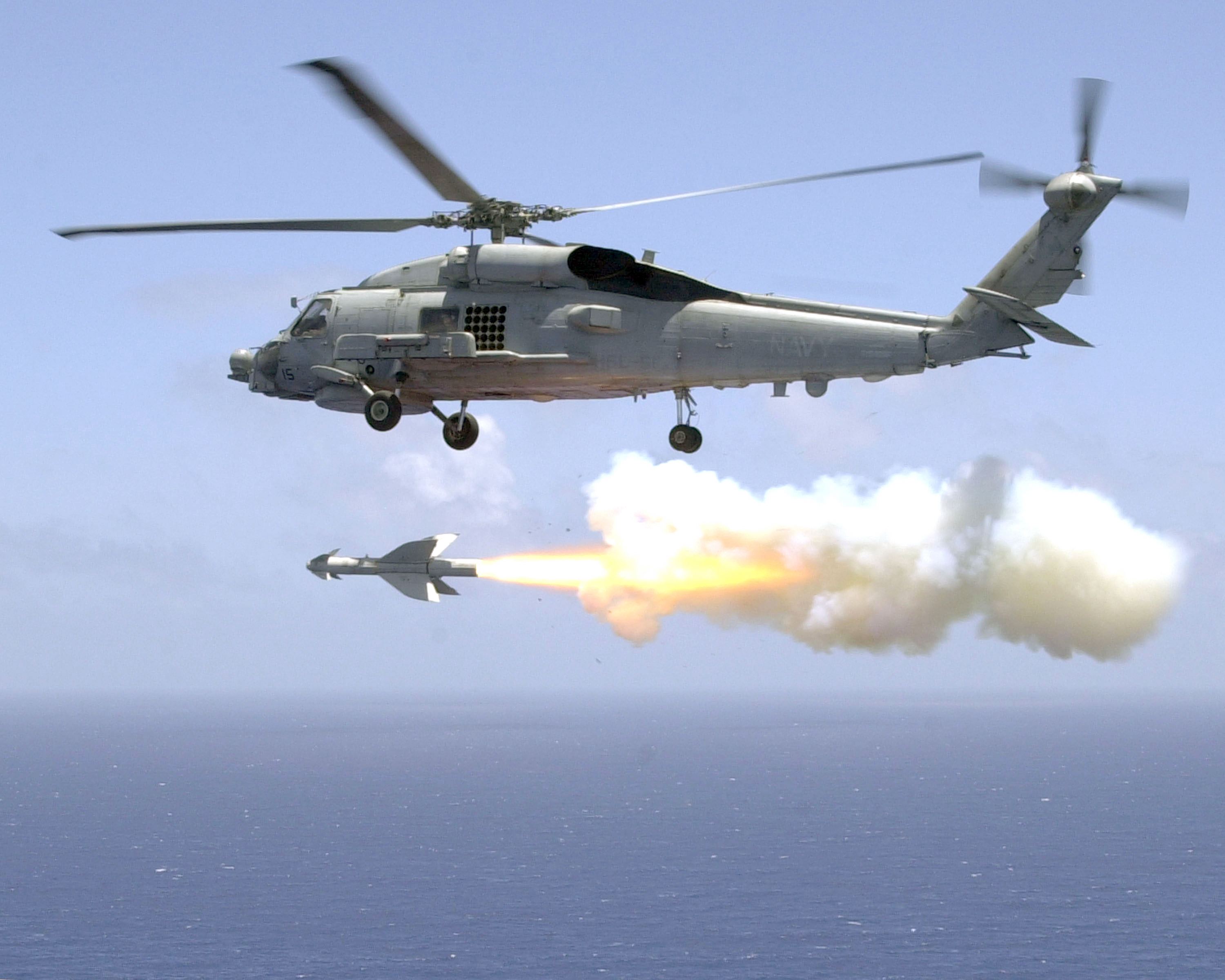
写真(2) 嘉手納基地沖の太平洋上、SH-60Bシーホーク対潜ヘリコプターのAGM-119ペンギン対艦ミサイル発射訓練。2002年7月23日。

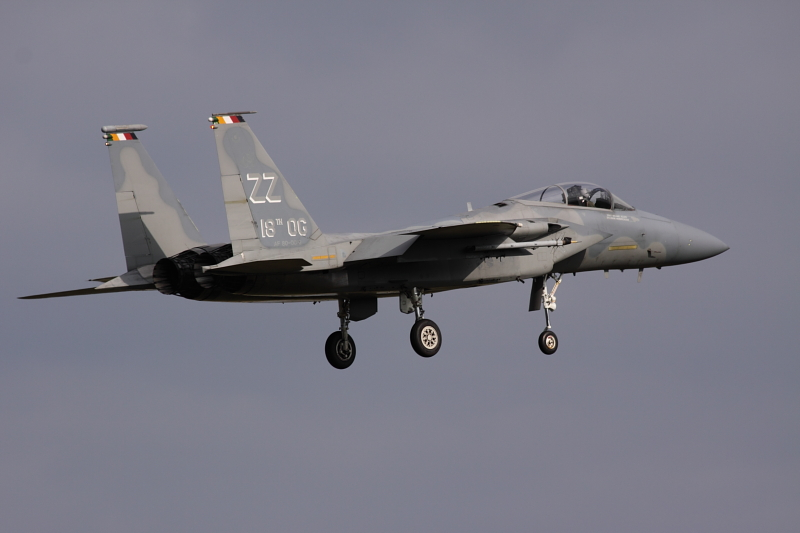
写真 (3) 嘉手納基地に配備されているF-15C戦闘機

嘉手納飛行場（かでなひこうじょう）は、沖縄県中頭郡嘉手納町・沖縄市・中頭郡北谷町の広大な面積に拡がる極東最大のアメリカ空軍基地。嘉手納空軍基地（Kadena Air Base＝英語での正式名）、あるいは単に嘉手納基地と呼ばれることも多い。1945年4月、アメリカ軍やイギリス軍からなる連合国軍が沖縄戦で旧日本陸軍中飛行場を接収し、その後さらに拡張した基地である。

## 概要

### 施設内容
3,700mの滑走路2本を有し、約100機の軍用機が常駐する極東最大の空軍基地、在日空軍最大の基地である。面積においても、日本最大の空港である東京国際空港（羽田空港）の約2倍である。かつてはスペースシャトルの緊急着陸地に指定されていた。
第5空軍の第18航空団の拠点としてだけではなく、居住地区には、学校、図書館、野球場、ゴルフ場、映画館、スーパーマーケット等、多種の米軍向け支援施設を包有し、国道58号西側の嘉手納マリーナ地区は、米軍人等の福利厚生施設でもある。
- 場所：嘉手納町（水釜、兼久、嘉手納、屋良、野国、国直、東、野里）沖縄市（諸見里、山内、森根、白川、御殿敷、宇久田、大工廻、嘉良川、上地）北谷町（伊平、浜川、上勢頭、下勢頭、砂辺）那覇市（宮城）
- 面積：19,855,000m2
- 地主数：11,450人[2]
- 管理：アメリカ空軍
- 用途：飛行場

### 管理運営
管理部隊名：第18航空団
使用部隊名：第18運用群、第18任務支援群、第18整備群、第18医療群、第18施設群、在沖米海軍艦隊活動司令部、第7艦隊哨戒飛行隊、等

### 地理
- 嘉手納町の面積の82％が嘉手納飛行場や嘉手納弾薬庫地区に占有されており、現在、嘉手納町の住民は残り18％の住居区に暮らす。県道74号沿いに「道の駅かでな」があり、滑走路の北東側や戦闘機の駐機場周辺を見ることができる。嘉手納の歴史を紹介する常設展示もある。
- 東京都品川区にほぼ匹敵する面積（東京ドーム約420個分）を、沖縄本島中部に占めている。
- 嘉手納飛行場が占める面積のうち、9割以上が私有地である。沖縄戦の占領以降も土地の強制接収で拡大し、地主数も11,450人になる。このため年間239億円を超える賃借料が日本の税金から土地所有者に支払われており、大きな収入源となっている。
- 西海岸側の低地一帯は「北谷ターブックヮー」と呼ばれ、県下に知られた美田であったが[3]、ほとんどの平地を軍用地として接収され、多くの住民が土地を失うとともに、北谷村も嘉手納飛行場によって南北に大きく分断されたため、1948年12月4日、北部側の野国、野里、屋良、嘉手納地域が嘉手納村 (現在の嘉手納町) として分村することとなった。現在、嘉手納町の面積82%がアメリカ軍基地に占有されており、18%の民間地に住居区域が散らばっている[4]。

### 嘉手納飛行場の名称
嘉手納飛行場は通称「嘉手納基地」ともよばれるが、北側に隣接する嘉手納弾薬庫とは異なる。また、米軍占領下で沖縄に配備されたメースBの4カ所のミサイル基地が嘉手納サイトとよばれたのは、メースの制御司令塔が嘉手納基地内にあったためであり、実際は嘉手納基地からは離れている。
| 施設番号 | 沖縄返還協定での名称 | 旧名称             |      |
| -------- | -------------------- | ------------------ | ---- |
| FAC6022  | 嘉手納弾薬庫地区     |                    |      |
| FAC6037  | 嘉手納飛行場         | キャンプ・サンソネ |      |
| FAC6037  | 嘉手納飛行場         | 陸軍住宅地区       |      |
| FAC6037  | 嘉手納飛行場         |                    |      |
| FAC6038  | 嘉手納住宅地区       |                    | 返還 |

## 沿革

### 旧日本陸軍「中飛行場」として
- 1944年（昭和19年）4月：日本軍は北飛行場の補助として北谷村、屋良、嘉手納、東、野里、野国、国直にまたがる約47万3170平方メートルの広大な土地を緊急に強制接収し、5月から昼夜兼行で中飛行場の突貫工事を進めた。
- 1944年（昭和19年）9月：大日本帝国陸軍航空隊の中飛行場として開設される。
- 1944年（昭和19年）10月10日：十・十空襲で施設の多くが破壊された。
- 1945年（昭和20年）4月1日：アメリカ海兵隊の無血上陸で午前中に占領され、その日のうちに修復されアメリカ軍の臨時飛行場として使用可能な状態となる。

### 米軍嘉手納基地として
- 1945年（昭和20年）4月1日：占領後、随時整備拡張が行われ、同年6月には全長2,250mの滑走路が完成、本土爆撃のための B-29 等大型爆撃機の主力基地として使用、同年にキャンプ・サンソネ、陸軍住宅地域が設置される。
- 1954年（昭和29年）2月5日：日本航空の東京-沖縄線が就航（週2往復）。那覇空港の民間航空地区が工事中だったため、11月まで嘉手納飛行場が沖縄側の空港として使用された[5]。
- 1965年（昭和40年）7月29日：グアムの台風を避けるため前日から嘉手納に展開していたB-52爆撃機25機が、同日北ベトナム空爆に出撃。以降、成り行きで同機の飛来が定着、嘉手納はアメリカ政府の主張による「補給基地」から、実質的な「出撃基地」のひとつとなる
- 1967年（昭和42年）5月：4,000m級の滑走路2本が完成。
- 1970年（昭和45年）：B-52をグアムのアンダーセン空軍基地へ移管。
- 1972年（昭和47年）5月15日：沖縄の復帰に伴い施設・区域が提供される（このときキャンプ・サンソネ、陸軍住宅地域は嘉手納飛行場に統合）。
- 1987年（昭和62年）10月：基地内大学への県民の就学受入開始。
- 1987年（昭和62年）12月9日：ソ連のTu-16バジャー偵察機が領空侵犯し、嘉手納基地上空を飛行。スクランブルにより航空自衛隊機が警告射撃。（対ソ連軍領空侵犯機警告射撃事件）
- 1999年（平成11年）12月27日：沖縄に関する特別行動委員会（SACO）において合意のあった遮音壁（長さ2.3km 高さ5m）完成。
- 2001年（平成13年）：約40万発の劣化ウラン弾が保管されていた。湾岸戦争使用分の約半分に相当。イラク戦争で使われたとされ、また、住民や米軍兵士に生じたがんなどとの関連が指摘された[6]。
- 2007年（平成19年）2月17日： 第27戦闘飛行隊のF-22 ラプターがラングレー空軍基地から派遣（5月10日に撤収）。
- 2007年1月11日付の米空軍発表のニュースによると、米空軍がイラクでの軍事作戦などを支援するため米軍嘉手納基地から600人以上の空軍兵が派遣されていることが分かった。
- 2007年2月10日（飛来は17日）から5月10日までF-22戦闘機12機が暫定的に配備された。また、この機会を利用し、沖縄近海において自衛隊との共同訓練が実施された。
- 常駐しているF-15戦闘機が老朽化しているため、米国本土にある機齢の若い機体との入れ替えを行なうアイロン・フロー計画が実施された。この計画において、米国本土向け発進する際の離陸時刻が未明～早朝であることから「周辺への騒音の影響が大きい」として地元自治体はこれに抗議し離陸時刻の変更を要求しているが、米軍側は「運用上の必要がある」としてその要求に応じない姿勢を示している[7][8]。嘉手納基地報道部によれば、老朽機の米国本土への飛行は2008年4月23日未明で終了した。その他、米国本土への飛行は、米国での到着時刻を勘案することにより当基地の発進時刻が未明～早朝になるよう設定されることが多い。
- 2007年11月4日、米本国ミズーリ州で発生したF-15戦闘機の空中分解・墜落事故（11月2日）を受けて、嘉手納基地における同型機の飛行訓練も停止された。写真 (7) 嘉手納でおこなわれた象の行進[9]。

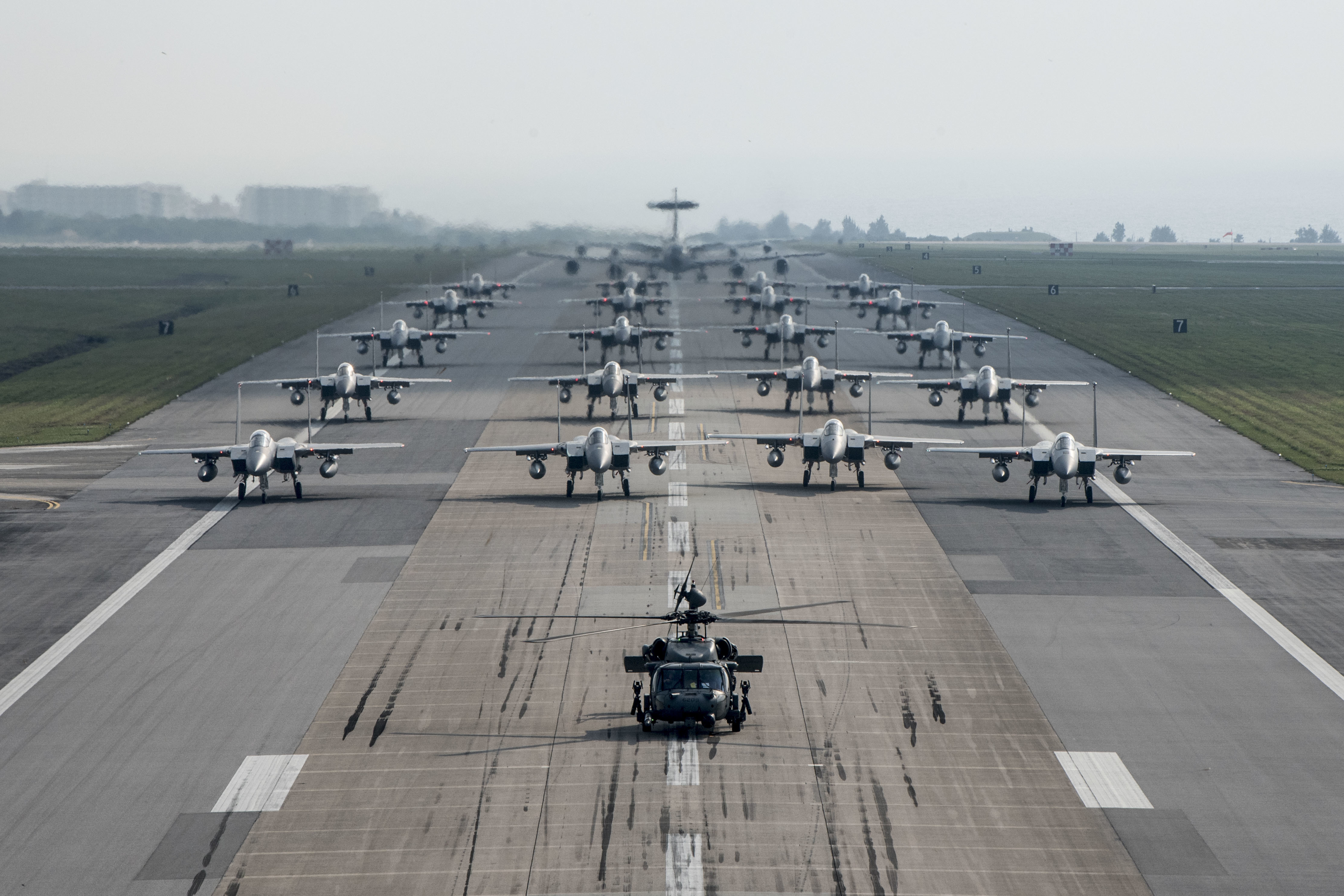
写真 (7) 嘉手納でおこなわれた象の行進。

- 2008年1月14日、前年11月に停止されたF-15戦闘機の飛行訓練を再開。限定的に再開された数日を除けば約2ヶ月ぶりの本格的再開であった。
- 2023年11月：鹿屋航空基地に一時配備されていたMQ-9無人偵察機が嘉手納飛行場に移駐[10]。
- 2024年7月、嘉手納基地に配備されているF-15C/D戦闘機の代替として、F-15EXを配備すると報道された。配備数は既存の48機から36機に減らされている[11]。

## 嘉手納基地と事件事故

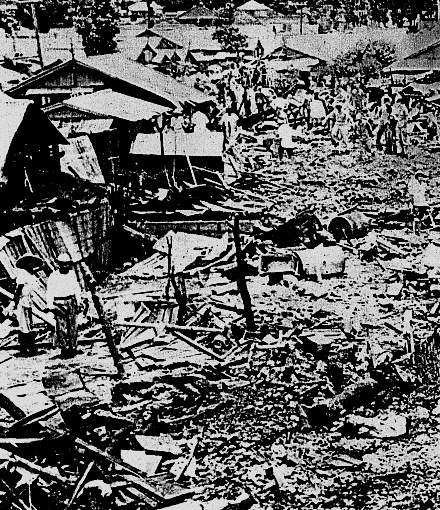
写真 (8) 1959年宮森小学校米軍機墜落事故

嘉手納基地では近年、外来機が膨大に増え、従来の嘉手納基地所属機種による事故だけではなく、外来機による落下物事故、緊急着陸も増えている。また嘉手納基地所属兵士の飲酒運転逮捕も、2019年の在日米軍のリバティー制度緩和以降に急速に増えている。
- 1959年6月30日、宮森小学校米軍機墜落事故。嘉手納基地所属のF100D戦闘機が住宅地に墜落。宮森小の児童12人を含む18人が死亡（児童1人は後遺症で死亡）。
- 1962年12月20日、輸送機KB-50が基地付近に墜落。乗員7人、住民5人が死亡[12]。
- 1968年11月19日、嘉手納飛行場B-52爆撃機炎上事故。ベトナム戦争のアークライト作戦に出撃するために離陸しようとしたB-52が滑走路をオーバーラン、満載していた燃料と爆弾に引火して大爆発を引き起こした。周辺施設や民間人にも被害をもたらす。これをもって、同機の撤去運動が一層高まる。
- 1969年12月7日、基地所属のF-105戦闘機が名護町-久志村にかけた山中に墜落。搭乗員2人が死亡[13]。
- 1970年12月20日、コザ暴動が発生。憲兵が群衆に向けて威嚇射撃を繰り返したほか、遅れて出動した武装兵も催涙弾を発射した。対する群衆側も軍車両などに放火したほか投石などで対抗、一部は基地内に侵入して小学校にも放火した[14]。
- 1974年9月30日、C-130輸送機が嘉手納飛行場に墜落、乗員２人が負傷した。
- 1986年3月22日、ケリー空軍基地所属C5Aギャラクシー輸送機が、嘉手納基地離着陸訓時に第1エンジンを炎上させ不時着した。
- 1986年6月9日、嘉手納所属のRF-4ファントム偵察機が、離陸直後にガソリンタンク２個を落下させ滑走路で炎上した。
- 1994年4月4日、嘉手納基地を離陸しようとしたF-15戦闘機が嘉手納弾薬庫内の黙認耕作地に墜落炎上した。
- 1999年6月4日、AV-8Bハリアー機が嘉手納飛行場離陸時にエンジン部分から火を吹き墜落。
- 2006年1月17日、第44戦闘飛行隊のF-15C戦闘機が沖縄近くの太平洋に墜落した。パイロットは脱出し、第33救難飛行隊のHH-60によって救出された[15][16][17]。
- 2013年5月28日、F-15戦闘機が３機、沖縄県東方沖の約126キロ地点の訓練空域で空中戦の訓練を行っていた際、1機墜落しパイロットは脱出、航空自衛隊が連絡を受け、那覇救難隊のU-125Aが1機、9時25分に離陸。9時28分にはUH-60Jが1機離陸。9時55分にU-125Aがパイロットを発見し、10時8分にはUH-60Jを要救助者を収容し、アメリカ軍へ引渡した。
- 2018年6月11日、第44戦闘飛行隊のF-15C戦闘機のパイロットが沖縄沖の海上に脱出した。このパイロットも航空自衛隊航空救難団那覇救難隊によって救出された[18][19]。

## 嘉手納基地と諸問題

### 騒音と爆音訴訟
離着陸時の飛行コースは、民間地域の上空をも通る。このため、周辺地域では日常的に騒音に悩まされている。嘉手納基地騒音訴訟騒として、音軽減を要求する内容の訴訟も提起された。
1996年に日米両政府が合意した「航空機騒音規制措置」では午後10時から午前6時までの飛行、地上活動の制限が定められているが、米軍の運用上の必要があれば除外できるとする規定があり、十分守られていない。

#### 第一次嘉手納爆音訴訟 (1981年-1998年)
1982年2月26日、夜間飛行差し止め及び過去、将来の損害賠償等を国に求め那覇地裁沖縄支部に提訴。
1994年2月24日、１審判決。差し止め棄却、損害賠償は将来分却下、過去分認める（Ｗ値80以上、危険への接近分減額）。
1998年1月16日、控訴審判決。差し止め却下、Ｗ値７５以上で過去分の損害賠償認める（但しⅠ類型）。国側の危険への接近論は棄却。健康被害は認めず。原告側に約13億円の支払いを命じた。

#### 第二次嘉手納爆音訴訟 (1999年-2011年)
2000年3月27日、沖縄市、石川市、具志川市、北谷町、嘉手納町、読谷村の原告5,544人が、那覇地方裁判所沖縄支部に提訴。日本国政府に加え、アメリカ合衆国連邦政府も被告とする。予備的に、国に対し、地位協定に基づく合同委員会において外交交渉義務があることの確認を請求。約56億円の支払いを命じた2009年の二審判決が確定。

#### 第三次嘉手納爆音訴訟 (1999年-2011年)
周辺住民2万2034人が夜間・早朝の米軍機の飛行差し止めと騒音被害に対する損害賠償などを国に求めた「第3次嘉手納爆音訴訟」。原告2万2020人への総額約261億2577万円の支払いを命じた。賠償の認定基準額を1審から減額し、飛行差し止め請求は1審と同様に退けた。原告側は上告したが、最高裁判所第三小法廷の戸倉三郎裁判長は2021年3月24日までに上告を退ける決定をし、2審判決が確定した。

### 外来機問題と駐機場問題

#### 旧駐機場使用問題

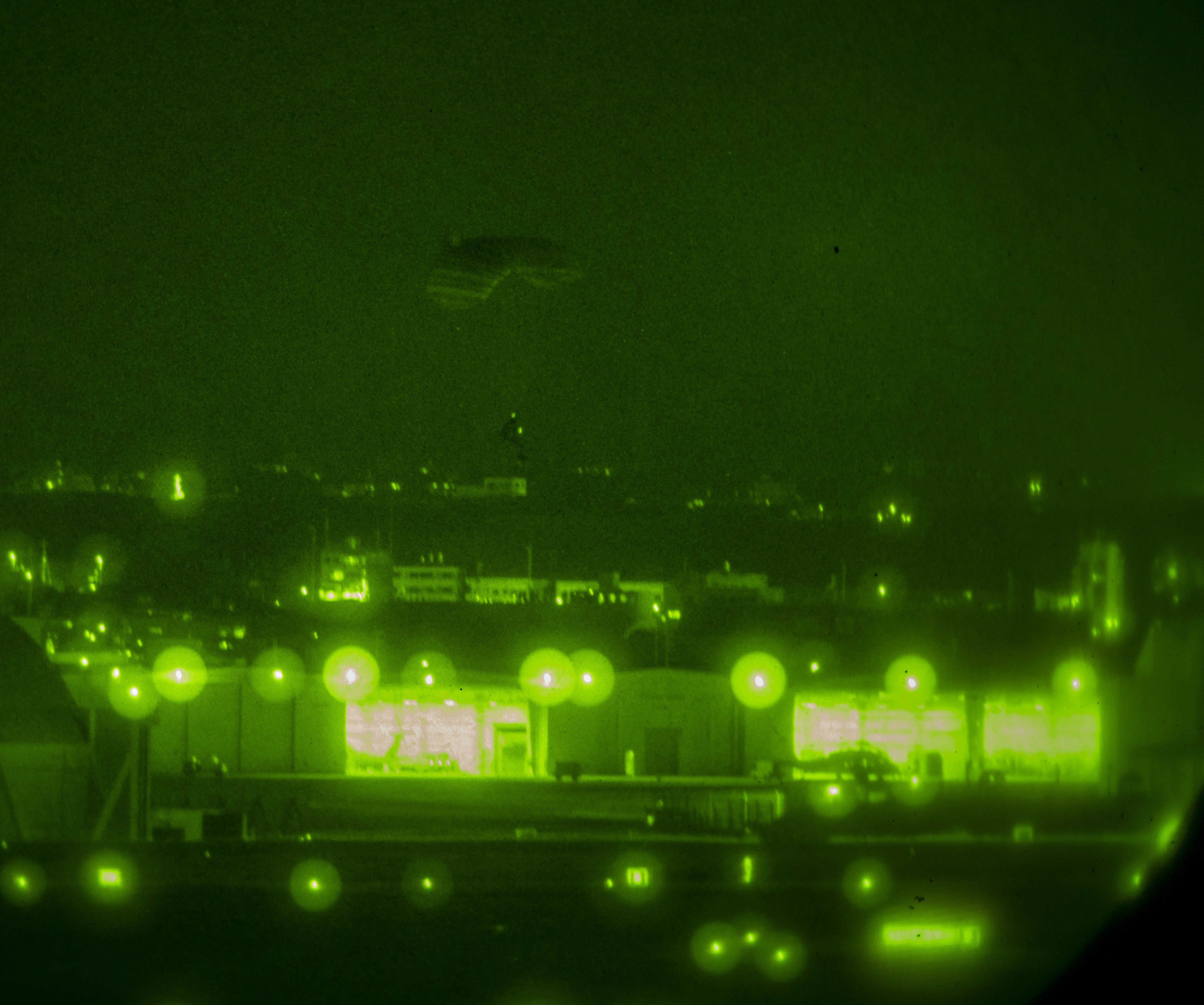
2019年10月29日、米軍は日米間の協定に基づいて安全に嘉手納基地で夜間のパラシュート訓練をおこなったとして公式に画像を公開した

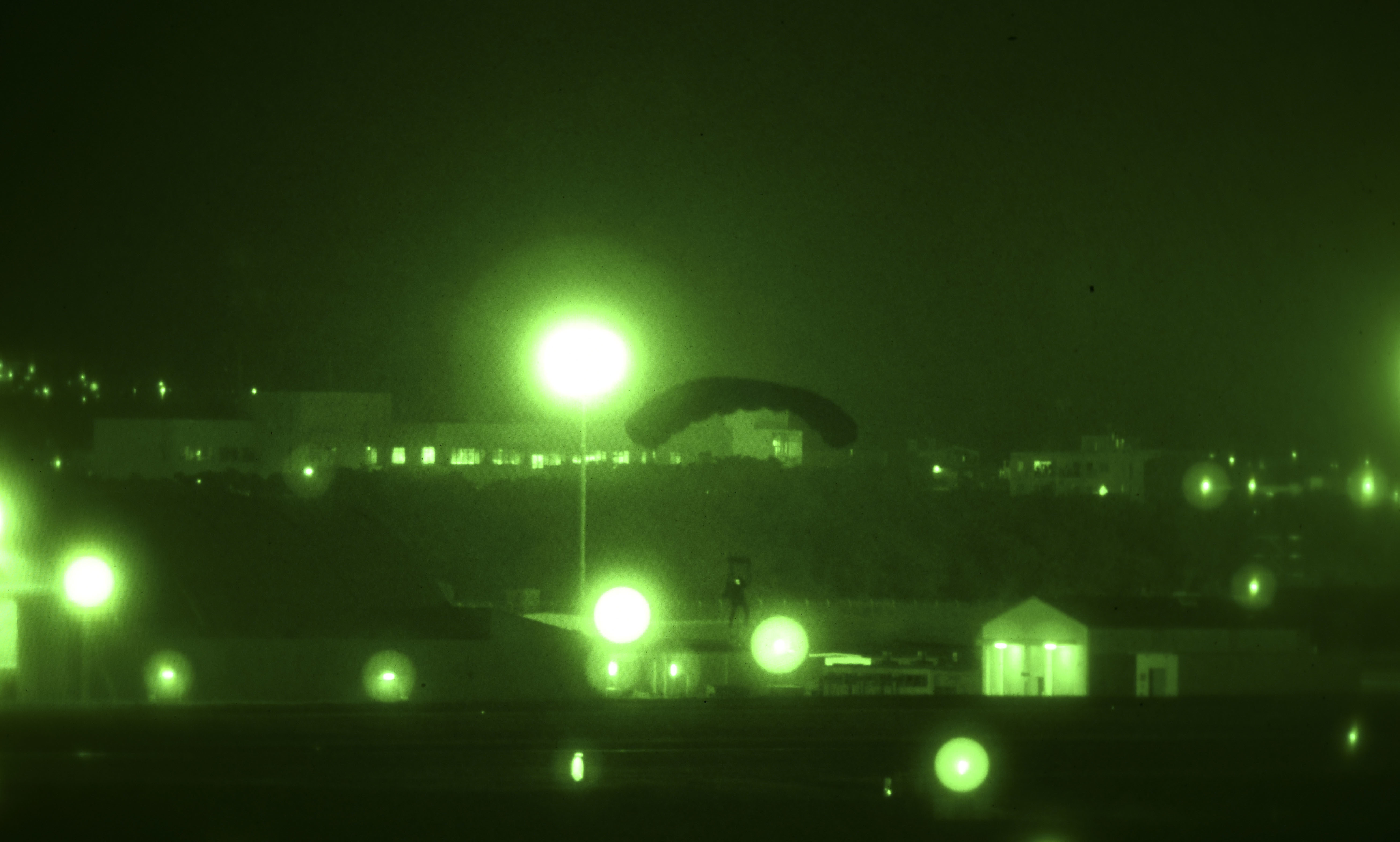
2019年10月29日、米軍が公開した嘉手納上空でのパラシュート訓練の画像。米軍側は「日米合意に基づいて安全に行われた」と主張している。

1996年、日米特別行動委員会(SACO)最終終報告で、嘉手納の住宅密集地に隣接する「海軍航空機の運用及び支援施設」を南側に移転することが掲げられ、日米合同委員会は2009年2月、海軍駐機場の移転に合意、2011年に工事開始し、2017年1月に新駐機場工事が完了。工事費と移転費用約157億円は日本政府が負担した。しかし、今度は新駐機場ばかりか旧駐機場にも他の基地から飛来した外来機を駐機させるという問題が継続しておこるようになり、負担軽減を唱えながらも、実質的な負担増加の実体に県民の不信感を招いた。市町村や県の幾多の申し入れに、米軍は場所を間違えた、部隊関係者と齟齬があった、などと釈明しながらもまたしても旧駐機場を使用し、騒音や悪臭問題を引き起こした。2020年1月10日、日米合同委員会は旧海軍駐機場にある建物を解体することで合意したが、どれほど効果があるのか不透明のままである。

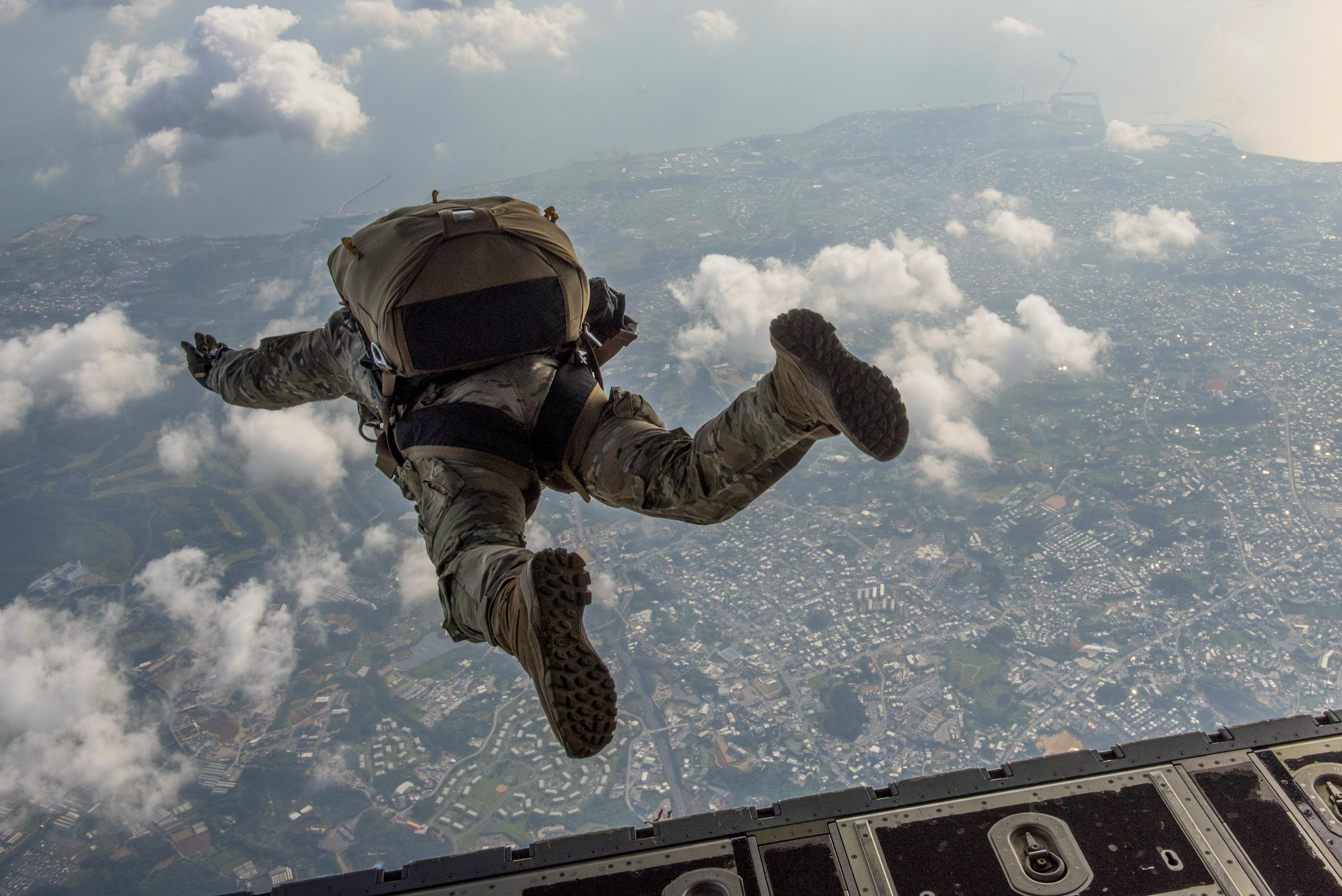
写真 (6) 嘉手納上空でおこなわれるパラシュート降下訓練のようす。

### 嘉手納基地パラシュート降下訓練問題
嘉手納の住宅密集地上空で嘉手納基地がパラシュート降下訓練をおこなっている問題 (写真6) について、パラシュート降下訓練は日米がSACO合意で基本的な訓練場所を伊江島補助飛行場と合意しており、また地元や県も反対しているにもかかわらず、嘉手納基地が夜間も降下訓練をおこなっている。
2019年10月29日、米軍は日米間の協定に基づいて安全に嘉手納基地で夜間のパラシュート訓練をおこなったとして公式に画像を公開したが、実際には同日午前中も河野太郎防衛相が中止要請を申し入れていた。その夜の訓練強行に対して、河野大臣は「同盟に影響を与えかねない大変遺憾な出来事だ」「少なくとも、アメリカ側から、しっかりとした説明がなされていないという認識だ。ゆゆしき問題と言わざるをえない」と米軍側の対応を批判している。

### 嘉手納基地と汚染公害
消火剤の流出問題やジェット燃料の流出が、頻繁に起こっている。また特に近年重大な問題となっているのが、PFOSとPFASの流出源としての嘉手納基地問題である。PFASは、発がん性が指摘される残留性有害物質「永遠に残る化学物質」(Forever Chemicals) と呼ばれており、除去、浄化などの対応が極めて困難な有害物質である。特に濃度が高かったのが、滑走路脇を流れる大工廻川で、基準値の約20倍の濃度が検出されている。
2016年1月、米空軍は嘉手納基地の汚染に関連する8,725ページの事故報告、環境調査、電子メールを公開した。1990年代半ばから2015年8月までの日付のついた文書は、日本の米軍基地の汚染を詳述する最近の情報としては初めての事例である。その報告書は、1998年から2015年の間に約415件の環境事故をリストしているが、そのほとんどが日本側には報告されていなかった。また、1972年に沖縄が日本統治に復帰する前、嘉手納基地と隣接する知花弾薬庫 (現在の嘉手納弾薬庫) には、800発の核弾頭と数千トンのマスタード、VX、サリンガスという地球上で最大の大量破壊兵器が保管されていたことがわかっている。
- 1996年、嘉手納基地の一部北谷町上勢頭が返還され住宅を建てようとしたところ、高濃度のダイオキシンを含む廃棄物が見つかった問題で、除去が進まず、2020年、嘉手納町が地権者から町予算で土地を買い取る方針を固めた。約5400万円を計上しているが、政府が補償する見通しは立っていない[42]。
- 2007年5月、航空機燃料約8.7キロリットルの漏出。1960年代から1970年代の間、PCBを含む廃油を溜池に投棄していたことも明らかになっている。これらの汚染に関し、日米地位協定の定めにより、日本側の調査権は著しく制限されている。地下水は上水道の水源でもあり、これらの汚染物質による環境汚染が懸念されている。
- 2014年、アメリカ軍が1987年に作成した嘉手納基地内の有害物質、ポリ塩化ビフェニール（PCB）による高濃度汚染のデータを記載した書類を隠していたことが明らかになった[43][44]。
- 2014年～2017年、嘉手納基地内の13カ所で飲料水の生涯健康勧告値の最大1億倍以上の汚染があった[45]。県や環境団体は立ち入り調査を求めているが、一度もおこなわれていない[46]。
- 2016年1月～2017年11月まで、ジェット燃料など有害物質の流出事故が少なくとも95件あり、確認されているだけでも2件は同基地の外へ流れ出していたことが、米空軍の内部資料で判明した。有害物質の流出総量は少なくとも6万3366L (ドラム缶317本分) だが、日本側への報告はなかった[47]。
- 2019年、嘉手納PFOSとPFOAの値は、それぞれ830ng/l、1400ng/lであることが調査で判明。アメリカ合衆国環境保護庁が2016年に設定した生涯健康勧告値は、70ng/lである[48]。

### 基地経済と雇用問題

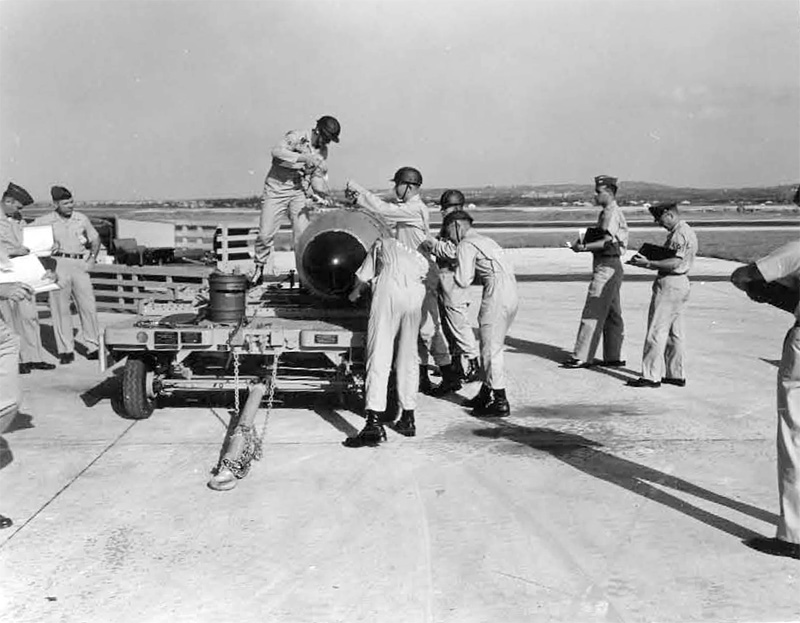
アメリカ合衆国が開発した最初の戦術核兵器 Mark 7 の搭載準備をする嘉手納基地の第8戦術戦闘機隊のメンバー。(1962年10月23日)

アメリカ軍専用施設があることによって、基地周辺整備資金あるいは基地交付金、調整交付金という名目で、国から周辺自治体に補助金が支払われる。また、アメリカ軍基地への協力という国策への貢献を政府が評価して、振興策が提起されることもある。通称「軍雇用員」と呼ばれる日本の民間人雇用者は、アメリカ軍が採否を決定し人件費は日本政府が負担する。基地内アスベスト対策も対応が遅れた。

2019年、嘉手納基地で働く日本人従業員11人とアメリカ軍キャンプ瑞慶覧で働く日本人従業員1人が出勤停止など不当な処分を受けたとして、雇用主の日本国を相手に処分の撤回などを求める訴訟を31日、那覇地裁に起こした。

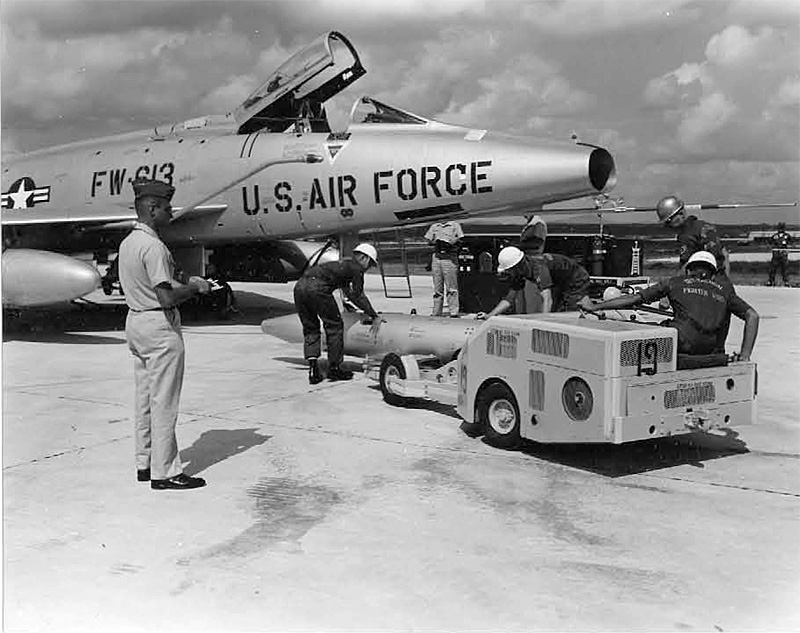
メースBに搭載用の Mark 28 (B28核爆弾の初期型) が嘉手納飛行場で移送される。(1962年10月23日)

## 嘉手納基地と核兵器
嘉手納基地を管理・運営していた米空軍第313航空師団 (現在の第18航空団) の年次報告記録によると、核兵器の組み立てと搬出入を専門とする第12航空貯蔵中隊と、核兵器・弾薬を管理する第７戦術貯蔵中隊の両中隊が嘉手納基地に配備され、核爆弾の実弾を使った搬出入訓練は1957年の前半だけでも少なくとも約150回も行われていたことが明らかになっている。
1957年3月には、嘉手納基地を核戦争の出撃拠点と想定した大規模演習「ホワイトホース」を実施している。広島に投下された原爆の100倍以上の破壊力を持つという水素水爆 Mark 15 や爆撃機搭載用 Mark 6 など複数種類の核爆弾が用いられている。訓練では搬出の迅速さがもとめられ、59回の Mark 15 搭載に平均1時間14分、84回の MK-6 搭載に平均1時間5分、といった訓練の「成果」も記録されている。
また1962年、最初の核弾頭(マーク28)を搭載した巡航ミサイル「メースB」の配備が始まる。嘉手納基地を拠点とする第5空軍第498戦術ミサイル群 (498th Tactical Missile Group) の管理下で、以下の四カ所での配備が行われた。1959年の時点では、米空軍はMGM-1マタドールの配備場所としてブラディ空軍基地 (福岡第一飛行場) と芦屋空軍基地が想定されていたが、核兵器配備への反対を考慮し、沖縄に配備することになった。当時のミサイルサイト決定について、1960年の米空軍第313航空師団の記録には「ここ (沖縄) では、住民は核兵器の導入に日本人と同じように激しく反対するかもしれないが、島々は米国の完全な支配下にあり、彼らはそれについて何もできない」と記されている。
|   |                 | メース基地             | 備考       |        |
| 1 | 嘉手納第1サイト | ボロー・ポイント射撃場 | 読谷村     | 返還済 |
| 2 | 嘉手納第2サイト | ホワイト・ビーチ地区   | 現うるま市 | 返還済 |
| 3 | 嘉手納第3サイト | ギンバル訓練場         | 金武町     | 返還済 |
| 4 | 嘉手納第4サイト | 恩納サイト             | 恩納村     | 返還済 |

## 航空管制と所属部隊

### 航空管制

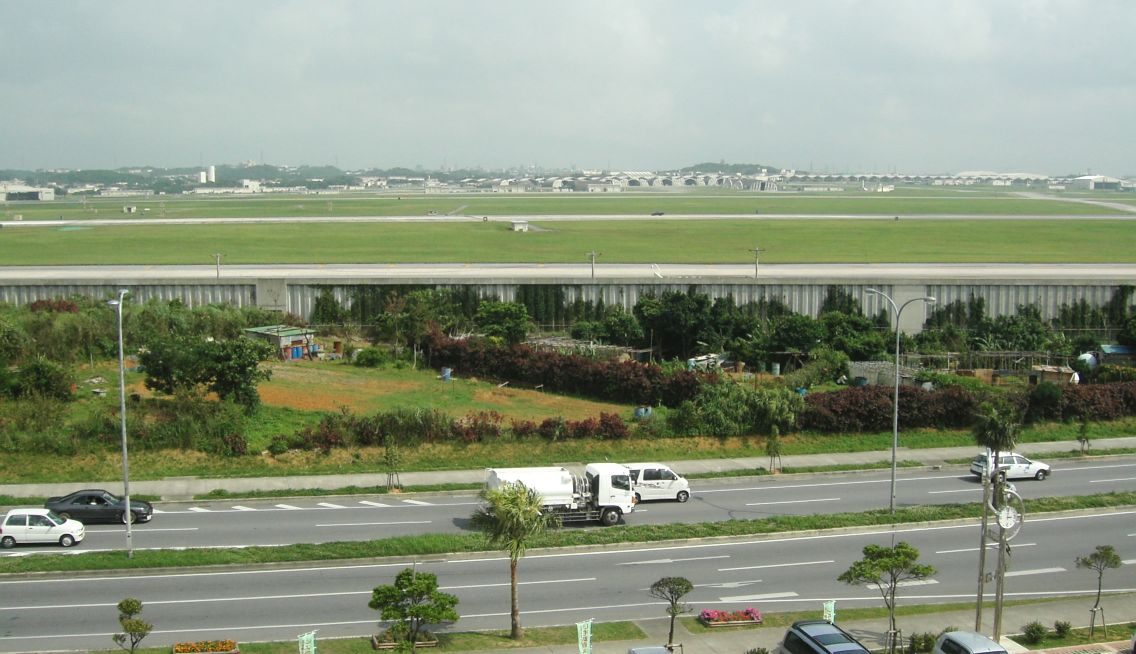
嘉手納飛行場

| CLR               | 123.300 | 235.000 |         |
| GND               | 118.500 | 275.800 |         |
| TWR               | 126.200 | 236.600 | 315.800 |
| APP/DEP(北方面)   | 119.100 | 335.800 |         |
| APP/DEP(南方面）  | 126.500 | 258.300 |         |
| 18 WG COMD POST   | 311.000 | 355.200 |         |
| AIRLIFT COMD POST | 128.000 | 349.400 |         |
| PTD               | 131.400 | 266.000 |         |
| BASE OPS          | 266.000 |         |         |
| MET               | 344.600 |         |         |
| ATIS              | 124.200 | 280.500 |         |

管制は、米空軍（第5空軍）が担当する。ただし、ターミナルレーダー管制業務については、那覇空港に設置された那覇進入管制区（国土交通省所管）が担当する。

### 嘉手納ラプコンの返還
沖縄周辺の空域の航空管制については、沖縄の施政権返還後も、「日本国政府がこれらの飛行場へのレーダー進入管制業務を提供できるまでの暫定期間中、これらの飛行場に対する進入管制業務を行う」として、当飛行場設置の沖縄進入管制区（"Okinawa Approach Control"、通称「嘉手納ラプコン」。当飛行場の上空約6000m・半径約90km、および久米島上空約1500m・半径約55kmの空域。ただし、当飛行場および那覇飛行場、普天間飛行場の各管制圏を除く。）の管制官が担当してきた。
2000年3月16日にコーエン米国防長官（当時）が当管制区の日本への移管方針を表明し、2004年12月10日の日米合同委員会にて3年後（2007年度）をめどに日本への移管が決定され、同12月15日から国土交通省所属の航空管制官の訓練が開始された。もっとも、管制方式の違いを主因として管制官の訓練に時間を要したことにより移管は遅れた。
2010年同3月31日午前0時（日本時）に移管されることが決定された。現在は国土交通省所管の那覇進入管制区（当飛行場の上空約6000m・半径約90km、および久米島上空約4900m・半径約55kmの空域。ただし、当飛行場および那覇飛行場、普天間飛行場の各管制圏を除く。）となっている。
2013年、嘉手納ラプコン返還後も、那覇ターミナル管制所で米軍関係者が管制業務に携わり続け、米軍の飛行のための「アライバル・セクター」という空域が存在していることが分かった。米軍機が普天間飛行場や嘉手納基地に着陸する際、米軍関係者の退役軍人が那覇ターミナル管制所で管制業務を実施する。また米軍の訓練実施のため「アルトラブ」と呼ばれる一時的な空域制限も年間千回近く発生していることを明らかにした。

#### 航空灯台
| 局名   | 種別  | 識別信号 | 周波数   | 運用時間 |
| ------ | ----- | -------- | -------- | -------- |
| 嘉手納 | VOR   | KAD      | 112.000  | 24時間   |
| 嘉手納 | TACAN | -        | 1018.000 | 24時間   |

保守は、米空軍が担当
- 嘉手納VORTAC

### 所在部隊
- 第18航空団（英語版）

アメリカ空軍として単一では最大の混成航空団である。第18航空団のほか基地に所在する四軍の部隊を合わせて、チーム・カデナとも呼ばれる。18,000人近いアメリカ人と4,000人以上の日本人からなる要員がチーム・カデナを形成する。 航空団は5つのグループに分かれ、それぞれ作戦、メインテナンス、任務補助、土木、医療を担当する。F-15C/D（第44、67戦闘飛行隊の2個飛行隊24機）やKC-135（空中給油機）・E-3AWACS機などを保有し、米の西太平洋及び東南アジアでの抑止力の中心を担う在日米空軍の主力部隊。救難飛行隊もあり、救難ヘリコプターHH-60を使用している。
- 第353特殊作戦航空群（英語版）

フロリダ州のハルバート・フィールドに所在する空軍特殊作戦コマンドに属する。750人の飛行要員を持つ3個飛行隊、1個整備隊、1個特殊戦術隊、1個作戦補助隊からなる。C-130輸送機を改造したMC-130H/Pなどを保有。この部隊に所属する第320特殊戦術中隊などは、2011年3月11日発生の東日本大震災の大津波で破壊された、航空自衛隊松島基地の災害復旧にいち早く投入され活躍した。
- 第733航空機動中隊（英語版）

320人以上の要員からなり、嘉手納飛行場の人員と貨物の航空輸送を担当する。毎月650機が飛来し、12,000人を超える人員と3,000トン近い貨物の輸送を行う。
- 第82偵察飛行隊（英語版）

太平洋地域での偵察任務。太平洋軍にとって重要な部隊であり、得られた情報は国防総省および他の政府機関で活用される。第390情報中隊と密接に協力する。RC-135U/V/W、WC-135といった偵察機を使用する。
- 第390情報中隊

空軍情報局に所属。情報活動、保安活動を行う。
- 第16宇宙飛行隊第16遠征宇宙飛行アルファ班

アメリカ宇宙軍に所属。任務は日本を含むインド太平洋地域における通信分野の監視であり、インド太平洋地域で衛星通信システムを使用する部隊の通信状況を監視し、これら部隊に通信干渉を通知し、干渉源の場所情報を提供する。

## 最近の動静
- 2009年1月10日、ヴァージニア州ラングレー空軍基地所属のF-22戦闘機12機が嘉手納基地に飛来、3ヶ月の予定で訓練を行う。これでF-22戦闘機の嘉手納基地展開は2度目となる。
- 2009年5月30日、ヴァージニア州ラングレー空軍基地所属のF-22戦闘機4機が嘉手納基地に到着。在日米空軍の発表によると全部で12機が4ヶ月にわたって嘉手納に展開する予定。これでF-22の嘉手納基地展開は3度目となる。
- 2009年6月2日、5月30日に続いて、別のF-22戦闘機4機が嘉手納基地に到着。翌3日には地元嘉手納基地所属のF-15戦闘機や在韓米軍所属のF-16戦闘攻撃機との訓練を行った。また、F-22の嘉手納基地展開は4度目となった。
- 2012年7月28日、ヴァージニア州ラングレー空軍基地第1戦闘航空団(1FW)所属のF-22戦闘機12機が飛来、6ヶ月の予定で訓練を行う。
- 2012年9月12日、アラスカ州エルメンドルフ空軍基地太平洋空軍第3航空団(3WG)第90戦闘飛行隊(90FS)所属の10機が目的地グアム・アンダーセン空軍基地へ飛行する経由地として飛来。
- 2013年1月、ヴァージニア州ラングレー空軍基地第1戦闘航空団とバージニアANG第192戦闘航空団(192FW)所属の12機が飛来。

アメリカ合衆国国防総省の公表した「2015会計年度・基地構造報告」によれば、最も資産価値の高い在外基地（75億ドル。第2位は横須賀海軍施設の74億ドル、第3位は陸軍グラーフェンヴェーア航空基地の65億ドル）。

## その他
那覇空港の滑走路がトラブル等で使用不可能な場合、当飛行場へのダイバートが実施されることが稀にある。この場合、当飛行場に着陸しても降機できず、那覇空港が復旧し再度離陸するまで待機することになる。